# Ocotea valerioides
Ocotea valerioides är en lagerväxtart som beskrevs av W. Burger. Ocotea valerioides ingår i släktet Ocotea och familjen lagerväxter. Inga underarter finns listade i Catalogue of Life.